# Brendan Galvin (Kameramann)
Brendan Galvin (* in Irland) ist ein irischer Kameramann.

## Karriere
Brendan Galvin studierte am Dublin Institute of Technology. Seine Karriere als Kameramann begann er damit, Werbespots und Musikvideos zu drehen. Sein Spielfilmdebüt gab er mit dem 1996 veröffentlichten Fernsehfilm Der Pakt – Wenn Kinder töten. Er arbeitete mit dem indischen Regisseur Tarsem Singh über mehrere Jahre zusammen. So war er für die Kameraarbeit von Krieg der Götter und Spieglein Spieglein – Die wirklich wahre Geschichte von Schneewittchen verantwortlich. 2003 und 2005 war er für seine Arbeit bei den Irish Film and Television Awards nominiert. Sein Schaffen umfasst mehr als 35 Produktionen.

## Filmografie (Auswahl)
- 1993: Daniel Lanois: Rocky World (Dokumentarfilm)
- 1996: Der Pakt – Wenn Kinder töten (Fernsehfilm)
- 1997: Nana (Fernsehfilm)
- 2000: Rat
- 2000: Peaches
- 2001: Im Fadenkreuz – Allein gegen alle (Behind Enemy Lines)
- 2003: Bookies
- 2003: Die Journalistin (Veronica Guerin)
- 2004: Thunderbirds
- 2004: Der Flug des Phoenix (Flight of the Phoenix)
- 2007: Blood and Chocolate
- 2011: Krieg der Götter (Immortals)
- 2012: Spieglein Spieglein – Die wirklich wahre Geschichte von Schneewittchen (Mirror Mirror)
- 2013: The Sixth Gun (Fernsehfilm)
- 2013: Escape Plan
- 2015: Self/less – Der Fremde in mir (Self/less)
- 2015: Die Vorsehung (Solace)
- 2019: Rambo: Last Blood
- 2020: Unhinged – Außer Kontrolle (Unhinged)
- 2022: The In Between
- 2023: Plane
- 2023: Dear Jassi
- 2025: Guns Up